# Rafael García Cortés
Rafael García Cortés (Madrid, 1958. január 18. –) spanyol labdarúgó, hátvéd.

## Pályafutása

### Játékosként
1977 és 1979 között a Castilla, 1979 és 1982 között a Real Madrid labdarúgója volt. 1979–80-ban kölcsönben a Burgos együttesében szerepelt. A Real Madriddal egy-egy spanyol bajnoki címet és kupagyőzelmet ért el. Tagja volt az 1980–81-es idényben BEK-döntős csapatnak. 1983 és 1987 között a Real Zaragoza, 1987 és 1990 között a Mallorca játékosa volt. 1990 és 1993 között a Rayo Vallecano csapatában fejezte be az aktív játékot.
1975 és 1980 között többször szerepelt a spanyol korosztályos válogatottakban.

### Edzőként
1997-ben a Tenerife ideiglenes vezetőedzője volt.

## Sikerei, díjai
Real Madrid
- Spanyol bajnokság (La Liga)
  - bajnok: 1978–79
- Spanyol kupa (Copa del Rey)
  - győztes: 1982
- Bajnokcsapatok Európa-kupája (BEK)
  - döntős: 1980–81

 Real Zaragoza
- Spanyol kupa (Copa del Rey)
  - győztes: 1986